# Dietrich Kamczyk
Dietrich Kamczyk (* 21. Februar 1943) ist ein deutscher ehemaliger Fußballspieler, der in den 1970er Jahren für die Betriebssportgemeinschaft Motor Werdau in der DDR-Liga, der zweithöchsten Spielklasse im DDR-Fußball, aktiv war. 

## Sportliche Laufbahn
Als 1971/72 die BSG Motor Werdau ihre erste DDR-Liga-Saison bestritt, gehörte zu den Spielern, die den Aufstieg erkämpft hatten, auch der 28-jährige Dietrich Kamczyk. Er wurde in allen 20 Punktspielen als Verteidiger eingesetzt und erzielte am 18. Spieltag ein Tor, das das einzige seiner Ligakarriere blieb. 
Der BSG Motor gelang auf Anhieb der Liga-Staffelsieg, in den acht Aufstiegsspielen zur DDR-Oberliga blieb sie jedoch ohne Sieg und verpasste als Tabellenletzter den Aufstieg. Kamczyk bestritt auch hier alle Begegnungen. In den beiden folgenden Spielzeiten 1972/73 und 1973/74 konnte Kamczyk mit 18 bzw. 20 Einsätzen bei jeweils 22 Punktspielen seinen Stammplatz als Abwehrspieler behaupten. Diesen konnte er 1974/75 nur in der Hinrunde sichern, in der Rückrunde absolvierte er nur ein Ligaspiel. 1975/76 bestritt Kamczyk seine letzte Saison in der DDR-Liga. Er kam nur noch in der Rückrunde zu drei Punktspieleinsätzen, sodass er marginal noch an dem neuerlichen Staffelsieg der BSG beteiligt war. An den Aufstiegsspielen, die wie 1972 erfolglos blieben, war Kamczyk nicht mehr beteiligt. Am Saisonende gab die BSG Motor Werdau bekannt, dass Dietrich Kamczyk seine Fußballerlaufbahn beendet habe. Zeitweise hatte er das Amt des Mannschaftskapitäns ausgeübt. 